# Rorainópolis
Rorainópolis é um município brasileiro do estado de Roraima.

## História
A cidade foi criada com a instalação de um posto do Instituto Nacional de Colonização e Reforma Agrária (INCRA), às margens da BR-174, a mais importante do Estado, isso na década de 1970. O INCRA implantou um programa para distribuir terras, isso atraiu pessoas de todo o Brasil. A povoação surgida nesse período seria conhecida como Vila do Incra.
Em 1995, o município foi criado com terras desmembradas dos municípios de São Luiz e São João da Baliza.
O crescimento populacional acelerado a partir dos anos 2000 levou este município a possuir a segunda maior população do estado.

## Geografia
O município pertence a Mesorregião do Sul de Roraima e Microrregião do Sudeste de Roraima. Seus limites são Caracaraí a oeste e norte, São Luís e São João da Baliza a nordeste e os municípios amazonenses de Urucará, Presidente Figueiredo, Novo Airão e Barcelos a sudeste.[carece de fontes?]
Sua área territorial é de 33.593,892 km².
As distâncias rodoviárias de Rorainópolis são Caracaraí (143 km), São Luiz do Anauá (88 km), São João da Baliza (104 km), Caroebe (130 km) e Boa Vista 290,4 km.[carece de fontes?]

### Clima
No município de Rorainópolis predomina o clima quente, com chuvas de verão e outono (AW’I). Na região Nordeste é equatorial, com estação seca (primavera) AMW. Com temperatura média anual é de 26 °C e a precipitação pluviométrica varia entre 2.200 mm a 2.500 mm.[carece de fontes?]

### Demografia
Rorainópolis, assim como todo o estado de Roraima, é formado por pessoas de diversas partes do país, principalmente maranhenses.[carece de fontes?]
A população estimada pelo Instituto Brasileiro de Geografia e Estatística (IBGE) em 2021 era de 31 387 habitantes e a densidade demográfica de 0,84 km² para cada habitante.[carece de fontes?]

### Problemas socioambientais
Devido aos altos índices de devastação florestal, em 9 de novembro de 2023, o município de Rorainópolis foi incluído na relação de municípios situados no bioma Amazônia considerados prioritários pelo governo federal para ações de prevenção, controle e redução dos desmatamentos e degradação florestal.

## Organização Político-Administrativa
O Município de Rorainópolis possui uma estrutura político-administrativa composta pelo Poder Executivo, chefiado por um Prefeito eleito por sufrágio universal, o qual é auxiliado diretamente por secretários municipais nomeados por ele, e pelo Poder Legislativo, institucionalizado pela Câmara Municipal de Rorainópolis, órgão colegiado de representação dos munícipes que é composto por vereadores também eleitos por sufrágio universal.

### Atuais autoridades municipais de Rorainópolis
- Prefeito: Alessandro Daltro Sousa "Pinto do Equador" - REPU (2023/-)[9]
- Vice-prefeito: vago[9]
- Presidente da Câmara: Edivam Ivo - SD (2021/-)[10]

## Organização territorial
A organização do território do município de Rorainópolis é composta pela cidade que sedia o município, os núcleos populacionais na zona rural e as terras indígenas.

### Subdivisão
Segue uma relação de das principais localidades com população predominantemente não-índigenas do município e suas respectivas populações segundo o Censo de 2010.
- 10.673 habitantes - Rorainópolis (sede)
- 749 habitantes - Vila Martins Pereira
- 1510 habitantes - Vila Nova Colina
- 721 habitantes - Vila do Equador
- 527 habitantes - Vila do Jundiá
- 224 habitantes - Vila Santa Maria do Boiaçu

### Terras Indígenas
O município de Rorainópolis possui terras indígenas demarcadas, com destaque para:
- Terra Indígena Waimiri Atroari (pertencente ao povo Waimiri Atroari e ao povo isolado da Cabeceira do Rio Camanaú)[12]
- Terra Indígena Pirititi (pertencente ao povo isolado Pirititi)[13]

## Economia
O setor agropecuário do município de Rorainópolis apresenta um importante componente da economia local (mandioca, banana, milho e arroz). Na pecuária o destaque fica na produção de bovinos, aves e suínos. Para os produtos de origem animal apoia-se na produção de mel, ovos e leite. Também possui relevância produto do extrativismo vegetal (lenha, castanha-do-pará e madeira em tora).[carece de fontes?]

### Turismo
Pontos Turísticos
- Pedra da Linha do Equador

Datas festivas e históricas

- Festival de verão – 1 e 2 de janeiro
- Dia da Padroeira Nossa Senhora da Assunção - 5 de agosto
- Aniversário do Município – 17 de outubro

### Infraestrutura
A cidade possui um campus da Universidade Estadual de Roraima (UERR) e um Centro Multimídias da Universidade Virtual de Roraima (UNIVIRR), cujas sedes encontram-se em Boa Vista.
O município dispõe um Hospital que atende a região Sul do Estado, agência de bancos, dos Correios, rede telefônica e estação de rádio-difusão. Rorainópolis é uma comarca da Justiça Estadual e conta com um Fórum.[carece de fontes?]
Conta com um sistema de 36 km de rede de distribuição de água. A energia elétrica é distribuída pela Roraima Energia.[carece de fontes?]
No transporte conta com o Terminal Rodoviário de Rorainópolis.[carece de fontes?]